# Galleria Santa Lucia
La galleria Santa Lucia è un tunnel ferroviario a doppio binario, della lunghezza di 10 265 m, costruito per svincolare il traffico ferroviario a lunga percorrenza dalla difficile tratta di valico tra Salerno e Nocera Inferiore della ferrovia Napoli-Battipaglia.

## Premesse
La Napoli-Battipaglia, linea fondamentale della rete italiana, ha sofferto sin dalla sua costruzione del difficile percorso di valico dei ripidi contrafforti montuosi che esistono tra le due località che sale fino al valico di Cava dei Tirreni, con pendenza media del 30 per mille e impone l'utilizzo di locomotiva di spinta o di doppia trazione per i treni più pesanti.
L'elettrificazione della linea risolse solo in parte il problema; l'aumento del traffico dal dopoguerra in poi lo ripresentò in maniera ancora più grave in quanto il lungo impegno della tratta di ciascun treno necessario per percorrere la tratta in ascesa e la necessità della fermata a Salerno e a Nocera Inferiore per l'aggancio della locomotiva di spinta in coda o della doppia in testa limitava l'esercizio ferroviario nella sua potenzialità. Un ulteriore evento che rimarcò la necessità di una variante fu l'alluvione del 1954, che interruppe la linea tra Cava de' Tirreni e Vietri sul Mare e impose per un certo periodo l'instradamento di molti convogli lungo la linea non elettrificata "Nocera – Codola – Mercato San Severino – Salerno", con notevoli disagi e ritardi.

## Storia
All'inizio degli anni sessanta si concretizzò il progetto di ammodernamento della linea mediante la costruzione di una tratta ex novo in galleria. Ottenuto il finanziamento iniziarono i lavori per la sua realizzazione che si conclusero con l'inaugurazione della variante nel 1977. 
All'inizio degli anni novanta fu costruita, in corrispondenza dello sbocco nord della galleria, nel comune di Nocera Superiore, una variante di collegamento con l'esistente ferrovia per Sarno creando il "Bivio Santa Lucia" allo scopo di smistare il traffico diretto a nord di Napoli, alleggerendo così il traffico sulla linea storica costiera. Lo snodo ha accresciuto la sua importanza in seguito all'apertura nel 2008 della nuova linea a monte del Vesuvio.

### La strage del 1999
Il 24 maggio 1999 la galleria fu teatro di un episodio di cronaca che coinvolse il treno 1681 organizzato per il rientro da Piacenza di circa 1.500 tifosi della Salernitana: un incendio doloso, appiccato all'interno di una delle carrozze, comportò la morte di 4 passeggeri e il ferimento di 20.

## Il percorso
La galleria ha inizio verso nord quasi subito dopo l'uscita della stazione di Salerno ed ha comportato la modifica degli itinerari e dell'imbocco della galleria della linea (allora sospesa) per Mercato San Severino. La galleria di base (il cui tracciato è quasi interamente rettilineo) è lunga 10.265 metri; viene percorsa in circa sette minuti da qualsiasi categoria di treni, i quali in base al rango possono raggiungere una velocità compresa tra i 140 e i 150 km/h; ha preso il suo nome dalla località sotto la quale è stata scavata: Santa Lucia, frazione di Cava de' Tirreni; oltre ad essa attraversa le località (in ordine geografico verso Salerno) di Bagnara, Caselle, Pregiato, San Giuseppe al Pennino, San Pietro, Annunziata, Quadruviale e Renella.